# La conquista de l'Everest
La conquista de l'Everest (xinès simplificat: 攀登者, pinyin: Pāndēng zhě, literalment 'Els escaladors', en anglès: The Climbers) és una pel·lícula dramàtica d'aventures de la República Popular de la Xina estrenada el 2019. Dirigida per Daniel Lee i escrita per A Lai, la pel·lícula és protagonitzada per Wu Jing, Zhang Ziyi, Zhang Yi, Jing Boran i Hu Ge. La pel·lícula explica l'expedició real de dos generacions d'alpinistes xinesos per ascendir l'Everest des del perillós costat nord el 1960 i el 1975. La pel·lícula es va estrenar a la Xina, el Regne Unit i Amèrica del Nord el 30 de setembre de 2019. Ha sigut doblada al valencià i estrenada per À Punt el 5 d'abril del 2025.

## Trama
El 1960, l'equip d'alpinisme xinés va fer el seu primer intent de pujar al cim de l'Everest. El líder de l'equip en funcions, Fang Wuzhou, es va enfrontar a una decisió crítica: salvar el seu company d'equip Qu Songlin o preservar la càmera a la mà de Qu Songlin. Escollint salvar el seu company d'equip, Fang va dirigir l'equip a arribar amb èxit al cim des de la traïdora cara nord, aconseguint allò que la comunitat mundial d'alpinisme considerava impossible. Tanmateix, a causa de la manca d'un registre fotogràfic de 360 graus del cim, la gesta no va ser reconeguda internacionalment.
L'any 1975, decidit a aconseguir el reconeixement mundial, l'equip d'alpinisme xinés es va reagrupar. Amb el suport del meteoròleg Xu Ying, Fang Wuzhou i Qu Songlin van liderar una nova generació d'escaladors, inclosos Li Guoliang i Yang Guang, en una altra perillosa ascensió al cim més alt del món. Els esperaven condicions encara més dures i un repte de vida o mort.

## Producció
Abans de rodar la pel·lícula, l'actor Wu Jing es va sotmetre a un entrenament de tolerància al fred de mig mes al mont Gangshka, comtat autònom de Menyuan Hui, província de Qinghai.
La producció va començar el febrer de 2019 i va acabar a finals d'abril de 2019. La major part de la pel·lícula es va rodar a la regió autònoma del Xizang, al sud-oest de la Xina.
El 16 de febrer de 2019, l'actriu Zhang Ziyi va anunciar a Sina Weibo que Wu Jing, Zhang Yi, Jing Boran i He Lin s'havien unit al repartiment. L'1 de març, Hu Ge i Jackie Chan es van unir al repartiment, i s'anuncià que Zhang Ziyi interpretaria a un meteoròleg.

## Estrena
El primer pòster es va publicar el 29 d'agost de 2019 i el primer tràiler oficial es va publicar el 10 de setembre de 2019. La pel·lícula es va estrenar al Festival de Canes de 2019 el 17 de maig de 2019 i es va estrenar a la Xina, el Regne Unit i Amèrica del Nord el 30 de setembre de 2019.

## Recepció
La conquista de l'Everest va recaptar uns 400 milions de iuans en el seu tercer dia de projecció. La pel·lícula va guanyar més de 761 milions de iuans el cap de setmana d'estrena. La valoració general de la pel·lícula a Douban era de 6,5 sobre 10 a l'octubre de 2019.